# Lista över insjöar i Oxelösunds kommun
Detta är en lista över sjöar i Oxelösunds kommun baserad på sjöns utloppskoordinat. Om någon sjö saknas, kontrollera grannkommunens lista.

## Lista
| Namn | Koordinat                                     | Sjöid         | VYID | Yta (km²) | Strandlinje (km) | Höjd (m) | Maxdjup (m) | Volym (m³) | HARO  | Natura 2000 |
| ---- | --------------------------------------------- | ------------- | ---- | --------- | ---------------- | -------- | ----------- | ---------- | ----- | ----------- |
|      | 58°40′45″N 17°06′21″Ö / 58.67917°N 17.10588°Ö | 650703-157545 |      |           |                  |          |             |            | 66067 |             |